# Torsten Bjarre
Torsten Bjarre, född 22 maj 1915, död 1 mars 2001, var en svensk serietecknare som var skapare av serien Flygsoldat 113 Bom (senare tecknad av Bertil Wilhelmsson) och Oskar.

## Biografi
Torsten Bjarre blev adoptivson hos Gustav och Sofia Nilsson i Rödeby i Blekinge län.
Efter teknisk examen i Karlskrona utbildade han sig först till målare i tre år, men hann inte börja arbeta i yrket innan han utbildade sig till bildhuggare på Konstfack i Stockholm. Han hade redan vid 12 års ålder ordnat med en utställning av egenhändigt snidade träskulpturer. Han sysslade vid 18 års ålder med akvareller, göra porträtt i olja varvat med att teckna karikatyrer på ett tivoli.
Under 1942 då Bjarre låg inkallad på flygflottiljen i Ljungbyhed, föddes Flygsoldaten Bom, mest tänkt som en engångsföreteelse i flottiljens jubileumstidning. Facktidningen Flygpost som gavs ut i Linköping uppmärksammade serien som blev ett stående inslag i tidningen. Flygpost uppgick sedan i Teknikens Värld och Bjarre blev vidare känd.
Veckotidningen Året Runt specialbeställde serien Oskar 1952 och Bildjournalen beställde Lilla Fridolf 1956, vilken Bjarre tecknade första året och efter 1960 i Semics regi.
Han fick 1956 i uppdrag av ungdomstidningen Bildjournalen att göra en serie av de båda riksbekanta och populära figurerna Lilla Fridolf och Selma, som startade som en radioserie och som under 1950-talet genererade fyra långfilmer. 